# アサダアツシ
アサダアツシ（あさだあつし 生年月日不明）は日本の脚本家、放送作家。

## 人物
奈良県出身。大学卒業後、「国家試験や資格がいらない」と言う理由から放送作家を目指す。自らテレビ局に連絡して企画を持参し売り込む。キー局民放各社に営業するがなかなか相手にされず、最後に訪れたフジテレビの、当時『カノッサの屈辱 (テレビ番組)』のプロデューサーだった桜井郁子氏に認められ、『TVブックメーカー』のネタ出し作家となる。放送作家として正式なデビュー作は1992年10月放映開始の『ウゴウゴルーガ』である。以後、ドラマ、バラエティからアニメ、漫画原作まで幅広い作品を手掛ける。これまで手がけてきた仕事の大半は、企画から立案している。映画に関する知識も豊富で『映画秘宝』『観ずに死ねるか！』などでライターとしても活躍。他に、近年はデビューからフリーランスだった経験を語るトークイベントにも参加している。

## 受賞歴
2023年
- 第45回ヨコハマ映画祭 脚本賞（『そばかす』）

## 代表作

### TV番組
- ウゴウゴルーガ
- ウゴウゴルーガ2号
- ワーズワースの冒険
- 完全人体張本
- ケンカの花道
- ヴィヴィアン (テレビ番組)
- 学校では教えてくれないこと!!
- ラスタとんねるず'94
- NONFIX
- 笑点
- トップランナー
- 天才ビットくん
- ビットワールド
- おはスタ
- 天才てれびくんMAX
- 大!天才てれびくん
- アリゾナの魔法
- さとこいめぐさん
- 不幸の法則
- ショコラ (テレビ番組)
- おもいッきりイイ!!テレビ
- おもいッきりDON!
- 大笑点
- エンタの神様
- お笑い芸人大忘年会
- 「ロングウォーク　～生きるために歩き続ける～」
- 週刊ストーリーランド
- あらすじで楽しむ世界名作劇場
- SPORTS★LEGEND
- 誰も知らない泣ける歌
- 不可思議探偵団
- ナイナイメモリー
- CONTACT CAFE C（名古屋テレビ放送）
- 哲人の告白
- おもしろい人が考えたTV
- サブカルGT
- BLOODY TUBE
- 黒鯱（コンセプトデザイン）
- 要博士の異常な映画愛〜勝手にセリフ変えてみました〜
- マリーの知っとこ！ジャポン

### TVドラマ
- 中学生日記
- 世にも奇妙な物語
- シチリアの龍舌蘭
- ヒロインたちの反乱第一弾 浅野温子篇（wowow）
- ヒロインたちの反乱第一弾 夏木マリ篇（wowow）
- 美少女H
- 秘密倶楽部o-daiba.com
- いばらの償い
- ハニーワイフの憂鬱
- ワーキングデッド 〜働くゾンビたち〜
- 地味にスゴイ! 校閲ガール・河野悦子（タイトル考案/ブレーン）
- 私の愛した家康さま
- 岐阜にイジュー!
- マジで航海してます。
- 黒鯱年代記〜遮二無二の章〜
- マジで航海してます。Second season
- FUN HOUSE （企画・脚本）
- カフカの東京絶望日記（企画・脚本）
- his〜恋するつもりなんてなかった〜（企画・脚本）
- 夢みたいな恋したい女たち（脚本）
- 青きヴァンパイアの悩み（原作・脚本）
- 麺と千尋の並行世界（脚本）
- チェイサーゲーム（脚本）
- チェイサーゲームW パワハラ上司は私の元カノ（脚本）

### 映画
- 裁判長!ここは懲役4年でどうすか（脚本）
- ペンギン夫婦の作り方（脚本）
- his（企画・脚本）
- カフカの東京絶望日記・劇場版（企画・脚本）
- そばかす（企画・原作・脚本）
- ぶぶ漬けどうどす（企画・脚本）

### アニメ
- 紙兎ロペ
- NoMeN

### 漫画原作
- ストレンヂフルーツ

### ラジオ
- オールナイトニッポン （吉井和哉）
- チームしゃちほこ☆夢でまちぶせ（RadioNEO）

### イベント
- 岐阜県先端科学技術体験センター　サイエンスワールド

### インタビュー

#### ・「同性愛を描く映画」と言うと「男女じゃだめなの？」と聞かれたことも
・同性愛を表現する覚悟「傷つける可能性だけ考えたら何もできない」
・「恋愛」の先に進むのが難しい同性カップル。映画「his」はどう現実に向き合ったのか。
・映画「his」公開　多様な社会を生きるために私たちができることとは
・他人に恋愛感情を抱かない女性を描いた映画『そばかす』原作・企画・脚本アサダアツシが語る!!

### note
・1992年、僕が『ウゴウゴルーガ』の放送作家としてデビューするまでの嘘のようなホントの話。